# Suite per a corda (Janáček)
Suite per a corda, JW VI/2 (en txec Suita), és una suite per a orquestra de corda composta per Leoš Janáček i estrenada el 2 de desembre de 1877 a Brno amb la Brno Beseda dirigida pel mateix compositor.

## Moviments
Consta de 6 moviments:
- Moderato (sol menor)
- Adagio
- Andante con moto
- Presto
- Adagio
- Andante (si menor)

## Origen i context
La Suite per a orquestra de corda, composta quan tenia vint-i-tres anys, forma part del primer període de Janáček. Amb sis moviments, és la primera obra orquestral important i ambiciosa, si es compara amb els tres minuts que solien durar els cors que anava component per la coral Svatopluk.
Janácek va compondre aquesta suite durant un temps sense gaires recursos econòmics i quan tot just s'estava gestant com a compositor. El 1876 havia esdevingut el director de la Societat de Música de Brno i estava a punt d'acabar els estudis a l'Escola d'orgue de Praga. El novembre de 1877 la va presentar als seus amics, i el 2 de desembre la va estrenar. Per entrar al Conservatori de Leipzig l'any següent va presentar aquesta obra.